# トランジットホテル

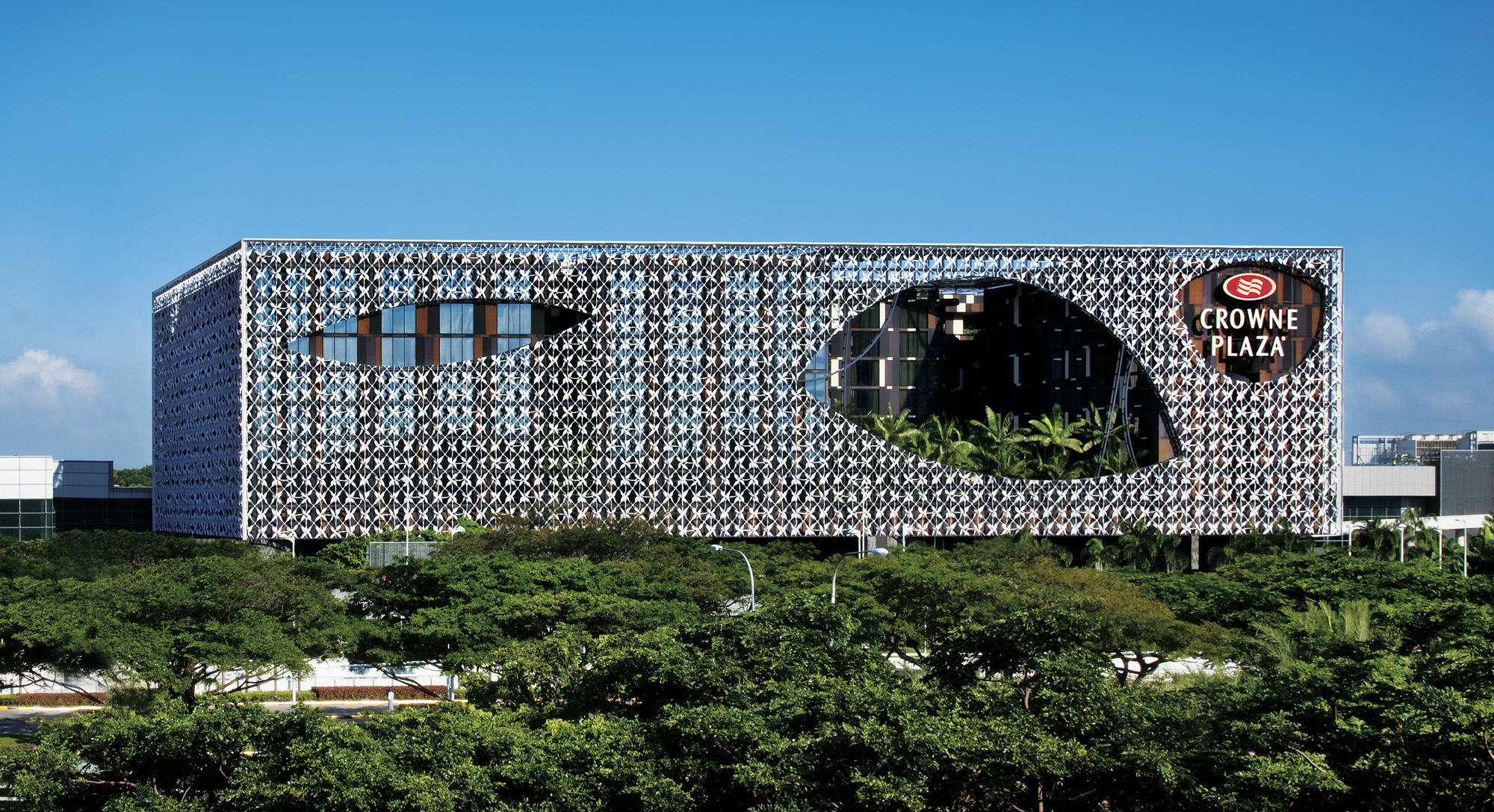
空港に直結するトランジットホテル（シンガポール・チャンギ国際空港）

トランジットホテル（英語: Transit hotel）は、主に国際ハブ空港にあり、空港ターミナルエリアやターミナルビルに直結し、海外からの乗り継ぎなど、出入国手続きをせずにそのまま宿泊できる短期滞在ホテル。
次のフライトを待つ間（最低限必要な滞在時間は平均約6時間）、乗客は飛行機から降りて部屋にチェックインし、フライトの合間にリフレッシュすることができる。標準的なトランジットホテルの設備には、ベッド、机、トイレ、シャワー、インターネットアクセスが含まれ、プレミアムトランジットホテルにはジムやスパもある。
トランジットホテルは、特定の国に滞在するのに入国ビザは必要ないが、トランジットビザが必要な国も一部ある。